# Петър Панчевски
Петър Павлов Панчевски е съветски и български офицер. Единственият българин с генералско звание в Червената армия – генерал-майор от инженерните войски (1945). Армейски генерал в Българската народна армия.

## Биография
Петър Панчевски е роден на 25 януари 1902 г. в с. Бутан, Врачанско. През 1921 г. завършва гимназия в Оряхово. Завършва педагогическо училище в гр. Лом (1923). Учителства известно време в родното си село. Член е на Комсомола от 1919 г., а на БКП от 1924 г. Участва в Септемврийското въстание в боен отряд. След потушаването му емигрира в Югославия.
От септември 1925 г. е в СССР, където е известен като Пьотър Георгиевич Павлов. Завършва Военноинженерното училище в Ленинград (дн. Санкт Петербург) през 1929 г. и Военноинженерната академия „Валериан Куйбишев“ в Москва (1936). След това става началник-щаб на сапьорен батальон в 70-а мотострелкова дивизия. Участва в Гражданската война в Испания през 1937 г. като специалист. Взема участие в отбраната на Мадрид и в битката при река Харама. От пролетта на 1938 г. е началник на инженерните войски на Сибирския военен окръг. Началото на Втората световна война го заварва като командир на инженерните войски на Сибирския военен окръг. През Втората световна война е началник на инженерните войски на XXIV армия. Армията е обкръжена през октомври 1941 г., но той се измъква и става началник на инженерните войски на пета армия. От май 1942 г. е командир на група специални инженерни батальони за големи оперативни заграждения. През август същата година заминава за Северен Кавказ, но самолета му е свален. След като оздравява през ноември 1942 г. става началник на инженерните курсове за усъвършенстване на командния състав. От юни 1943 г. е командир на XII щурмова инженерно-сапьорна бригада към Резерва на върховното командване. Бригадата е придадена към четвърти украински фронт през октомври 1943 г. и участва в сражението при Мелитопол. По-късно участва в боевете в Румъния, Югославия, Унгария и Австрия като командир на XII щурмова инженерно-сапьорна бригада. Влиза във войната с чин подполковник и излиза с чин генерал-майор от съветската армия.
Завръща се в България през 1945 г. На 15 август същата година е назначен за командир на първа пехотна софийска гвардейска дивизия. Служи в БНА. От 7 октомври 1947 г. е командир на първото танково съединение в българската армия. От октомври 1949 г. е командир на първа армия и заместник-министър на народната отбрана. Достига званието армейски генерал. Командващ е на обединение през периода 1949 – 1950 г. От 1950 до 1958 г. е министър на народната отбрана на Народна република България. Той е в основата на арестуването на генералите Славчо Трънски, Денчо Знеполски и др. по обвинение, че са съмишленици на Трайчо Костов. Ген. Трънски е арестуван в кабинета на министър Панчевски, по негова заповед.
П. Панчевски е народен представител (1950 – 1961). Посланик е на България в Китайската народна република от 1958 до 1962 г. След завръщането му в България е пенсиониран поради навършването на 60-годишна възраст. Започва почти открита борба с живковизма, както нарича режима на Тодор Живков
Има сведения, че армейски генерал Петър Панчевски – бивш министър на народната отбрана (1950 – 1958) и посланик в КНР (1958 – 1962), е подбудителят на опита за покушение и преврат от страна на Горуня от 1965 г, когато Тодор Живков е на посещение във Враца.
Награден е със званието „Герой на социалистическия труд“ (Указ № 414 от 10 юни 1967), „Герой на Народна република България“ (1972), ордени „Георги Димитров“ (1955, 1972, 1977, 1982), „Народна република България“ I ст. (1954) и II ст. (1964), „Народна свобода 1941 – 1944“ и съветските „Червено знаме“ и „Червена звезда“. Връчено му е военно отличие „Маршалска звезда“ за армейски генерал от запаса (8 май 1978).
Умира при неизяснени обстоятелства в София на 17 ноември 1982 г.

## Военни звания
- Комвзвод (1 септември 1929)
- Капитан от съветската армия – 1936
- Майор от съветската армия – 1938
- Подполковник от съветската армия – 1940
- Полковник от съветската армия – 1942
- Генерал-майор от съветската армия – 21 април 1945
- Генерал-лейтенант от българската армия – 9 септември 1948
- Генерал-полковник от българската армия – 23 април 1951
- Армейски генерал от българската армия – 22 септември 1954[3]